# Sympetrum arenicolor
Sympetrum arenicolor – gatunek ważki z rodziny ważkowatych (Libellulidae).